# Saint-Pierre-de-la-Rivière-du-Sud
Saint-Pierre-de-la-Rivière-du-Sud är en kommun av typen socken (municipalité de paroisse) i provinsen Québec i Kanada. Den ligger i regionen Chaudière-Appalaches, i den sydöstra delen av landet, 400 km öster om huvudstaden Ottawa.